# Marisa Belli
Pour les articles homonymes, voir Belli.
Maria Luisa Scavoni, connue sous le nom de scène Marisa Belli, née à Rome le 12 avril 1933, est une actrice italienne.

## Filmographie partielle

### Au cinéma
- 1953 : Jalousie (Gelosia) de Pietro Germi
- 1955 : L'Affaire des poisons de Henri Decoin
- 1955 : María la Voz
- 1956 : Sœur Letizia (Suor Letizia) de Mario Camerini
- 1956 : La capinera del mulino
- 1957 : Serenata a Maria
- 1959 : Guardatele ma non toccatele de Mario Mattoli
- 1960 : Gli avventurieri dei tropici
- 1961 : Hercule contre les vampires (Ercole al centro della Terra) de Mario Bava et Franco Prosperi
- 1961 : L'onorata società
- 1962 : L'Île aux filles perdues  (Le prigioniere dell'isola del diavolo) de Domenico Paolella
- 1962 : Le Boucanier des îles (Il giustiziere dei mari) de Domenico Paolella
- 1962 : Le Désordre (Il disordine) de Franco Brusati
- 1965 : Le Défi des géants (La sfida dei giganti) de Maurizio Lucidi
- 1972 : Un amour insolite (Questa specie d'amore) d'Alberto Bevilacqua
- 1979 : Il corpo della ragassa de Pasquale Festa Campanile
- 1982 : La voce